# Give No Fxk
„Give No Fxk” – piosenka amerykańskiego tria hip-hopowego Migos, w której gościnnie wystąpili raperzy Travis Scott i Young Thug. Została wydana 14 lutego 2020 r. jako główny singel zapowiedzianego czwartego albumu studyjnego Migos zwanego Culture III. Kilka dni przed wydaniem singla okładka i fragment utworu zostały pokazane na Instagramie przez jednego z członków Migos, Quavo.

## Pozycje na listach
| Lista (2020)                          | Pozycja |
| ------------------------------------- | ------- |
| Kanada (Canadian Hot 100)             | 60      |
| Francja (SNEP)                        | 164     |
| Nowa Zelandia (RMNZ)                  | 13      |
| UK (OCC)                              | 96      |
| USA Billboard Hot 100                 | 48      |
| USA Hot R&B/Hip-Hop Songs (Billboard) | 19      |
| USA Hot Rap Songs (Billboard)         | 13      |